# Dietmar Kühbauer
Dietmar Kühbauer (født 4. april 1971 i Saalfelden, Østrig) er en tidligere østrigsk fodboldspiller og nuværende cheftræner for Dietmar Kühbauer, der spillede som midtbanespiller. Han var igennem sin karriere tilknyttet Admira Wacker, Rapid Wien, Real Sociedad, VfL Wolfsburg og SV Mattersburg. For Østrigs landshold spillede han 55 kampe, hvori han scorede fem mål. Han deltog ved VM i 1998.
Kühbauer begyndte træner karrieren i 2008 hvor han var træner for Trenkwalder Admira reserverne indtil 2010. Derefter blev hen træner for FC Admira Mödling i hjemmelandet startende i 2010 og sluttende i 2013. I dag er han så træner for Wolfsberger AC.